# Aborcja w Szwecji
Aborcja w Szwecji – do 1938 roku w szwedzkim prawie obowiązywał całkowity zakaz aborcji, później zalegalizowano ją z przyczyn embriopatologicznych i prawnych. W 1946 roku dodano do tego względy społeczne. Każda aborcja musiała być zatwierdzona przez specjalną komisję. W 1974 roku przyjęto ustawę przewidującą aborcję na żądanie w czterech pierwszych miesiącach ciąży. Przepisy te obowiązują do dziś. Szwedzkie ustawodawstwo należy do najbardziej liberalnych w Europie, w związku z czym Szwecja jest celem turystyki aborcyjnej m.in. z Polski.
Szwecja była jednym z pierwszych krajów europejskich, który wprowadził aborcję na żądanie (przed nią zrobiły to jedynie ZSRR, Czechosłowacja i Dania) i ze względu na silne wpływy feministyczne w kraju Szwedzi są jednym z najbardziej popierających aborcję narodów na świecie.